# Nephrolepis hirsutula
Nephrolepis hirsutula là một loài dương xỉ trong họ Nephrolepidaceae. Loài này được G. Forst. C. Presl mô tả khoa học đầu tiên năm 1836.